# Сомнофилия
Сомнофили́я — сексуальная девиация, которая выражается в навязчивом стремлении к совокуплению со спящим партнёром, находящимся в бессознательном состоянии или коме человеком. Классический случай — желание совершить половой акт со спящей партнёршей. Согласно Money, сомнофилия имеет некоторое логическое сходство с некрофилией.

## Правовой аспект
Согласно статье 131 УК РФ, половой акт с находящимся без сознания или спящим человеком является изнасилованием. Секс с опьянённой или намеренно введённой в беспомощное состояние преступником жертвой не обязательно связан с сомнофилией.
Теоретически, не исключено заблаговременное разрешение партнёру заниматься сексом с собой в случае впадения в кому по типу распоряжений о посмертной участи своего тела, донорстве органов или запрете реанимационных мероприятий.

## Физиологический аспект
В подавляющем большинстве вышеназванных ситуаций организм женщины не выделяет достаточно вагинальной смазки для беспроблемного совокупления, так что существует вероятность повреждения органов.
Несмотря на то что в бессознательном состоянии все мышцы, включая мышцы ануса, расслаблены, проникновение не становится безболезненным или менее проблемным.

## В культуре
- В рассказе и фильме «Маркиза фон О»
- В повести «Волшебник» Владимира Набокова.
- В фильме «Поговори с ней»
- В фильме «Убить Билла»
- В фильме «Маленькая смерть» (новелла «Спящая красавица») (Австралия)
- В фильме «Секреты секса и любви» (2016)